# Cristóbal de Villalón
Cristóbal de Villalón (* um 1500 wohl in Villalón de Campos, Provinz Valladolid; † um 1558 in Santa Eulalia de Tábara, Provinz Zamora) war ein spanischer Schriftsteller und Humanist.

## Leben und Werk
Über das Leben von Cristóbal de Villalón ist nur wenig bekannt. Er studierte wahrscheinlich an der Universität Alcalá und erhielt 1525 den Titel eines Bakkalaureus. Im gleichen Jahr begab er sich nach Salamanca und erwarb wohl 1529 oder 1530 von der dortigen Universität ein Lizenziat in Logik. In dieser Zeit verfasste er das Werk El Scholástico, das eine genaue Kenntnis der damaligen Verhältnisse der Universität Salamanca verrät. Von 1530 bis 1545 war er an der Universität Valladolid tätig und lehrte an dieser Hochschule zumindest von 1530 bis 1533 und von 1540 bis 1543 Logik. Daneben war er zwischen 1532 und 1534 Privatlehrer der Söhne des Grafen von Lemos in Latein und Rhetorik. Als die verwitwete Gräfin nach Galicien umziehen wollte und Villalón sich weigerte, ihr zu folgen, blieb sie ihm den rückständigen Lohn schuldig. Villalón gewann den darauf durchgeführten jahrelangen Rechtsstreit gegen die Gräfin. In dieser Zeit veröffentlichte er zwei früher verfasste Werke, die Kurzgeschichte Tragedia de Myrrha (Medina del Campo 1536), die von Ovids Metamorphosen angeregt wurde, und den Dialog Ingeniosa comparacion entre lo antiguo y lo presente (Valladolid 1539). Dagegen konnte er sein Werk El Scholástico nicht publizieren, das ein Paradigma für den perfekten Gelehrten und gleichzeitig eine universitäre Utopie darstellt. In der Schrift werden zeitgenössische Bildungsideen aufgegriffen sowie politische und religiöse Fragen diskutiert. Wegen seines von Erasmus von Rotterdam beeinflussten Inhalts stieß sie bei Vertretern der Kirche, darunter Juan Ginés de Sepúlveda, auf Ablehnung.
1541 gab Cristóbal de Villalón in Valladolid sein Werk El provechoso tratado de cambios y contrataciones de mercaderes y reprobación de usura („Nutzbringender Traktat über Prämien und Handel zwischen Kaufleuten und die Kritik am Wucher“) heraus. Da bald Nachdrucke folgten, scheint es bei den Lesern Erfolg gehabt zu haben. Villalón griff mit dieser Schrift in die Kontroverse über die durch die steigende Inflation der kastilischen Währung bedingten neuen Handelspraktiken der Kaufleute ein, die er als wucherisch verurteilte. Ein Manuskript aus dem Zeitraum von etwa 1542–1544 zeigt, dass er damals an einer zweiten Fassung seines El Scholástico arbeitete und den Stil retuschierte, doch veröffentlichte er das Werk weiterhin nicht. 1545 schloss er sein Studium der Theologie in Valladolid ab und wurde vielleicht Priester. Nach 1545 wirkte er als Pfarrer in Santa Eulalia de Tábara und verbrachte hier wohl seine letzten Lebensjahre.
In dieser späten Lebensphase könnte Villalón drei weitere Werke verfasst haben, doch ist seine Verfasserschaft hierbei nicht unumstritten. Der anonym erschienene Diálogo de las transformaciones de Pitágoras stellt einen satirischen lukianischen Dialog dar und ist ebenfalls von Erasmus von Rotterdam beeinflusst. Weiterhin wird Villalón der um 1557 entstandene satirisch-phantastische Roman El Crotalón („Die Rassel“) zugeschrieben. Der Autor verfasste diese sehr scharfe Satire unter dem Pseudonym Chrisophero Gnosopho. Sich wiederum an einem Dialog des Lukian von Samosata orientierend, behauptet er in dem Werk, er habe in einem Traum das Gespräch eines Schusters mit einem Gockel angehört. Der Gockel hat durch Seelenwanderung schon mehrere Existenzen als Mensch und Tier erlebt, betrachtet sich daher als weise und äußert einen bissigen zeitkritischen Kommentar. Dabei prangert er Korruption der Geistlichen, den bei einfachen Leuten verbreiteten Aberglauben und Dummheit der Gelehrten an. Der Inhalt ist wesentlich stärker an den Ideen des Erasmus als jenen des Lukian ausgerichtet. In den verschiedenen Hahnengesängen des Werks verwendet der Autor unterschiedliche epische Typen wie den Ritterroman, den Schelmenroman und die moralsatirische Apologie. Das dritte Villalón zugeschriebene Werk ist die 1558 in Antwerpen gedruckte Gramática castellana („kastilische Grammatik“).

## Werke
- Tragedia de Mirrha, Medina del Campo 1536; neue Ausgabe von Foulché-Delbosc in der Revue Hispanique, Bd. 19, 1908
- La ingeniosa comparación entre lo antiguo y lo presente, Valladolid 1539; neue Ausgabe von M. Serrano y Sanz, Madrid 1898
- El provechoso tratado de cambios y contrataciones de mercaderes y reprobación de usura, Valladolid 1541; Nachdrucke 1542 und 1546; neue Ausgabe Valladolid 1945
- El Scholástico, Manuskript von 1542–1544, herausgegeben von M. Menéndez Pelayo, 1911; erste Edition des vollständigen Werks von R. J. A. Kerr, Madrid 1967
- Diálogo de las transformaciones de Pitágoras, herausgegeben 1907 (Villalón zugeschrieben)
- El Crótalon, herausgegeben von A. Rallo, Madrid 1982 (Villalón zugeschrieben)
- Gramática castellana, Antwerpen 1558; neue Ausgabe Madrid 1971 (Villalón zugeschrieben)